# Cantharinae
Cantharinae es una subfamilia de coleópteros polífagos de la familia Cantharidae.

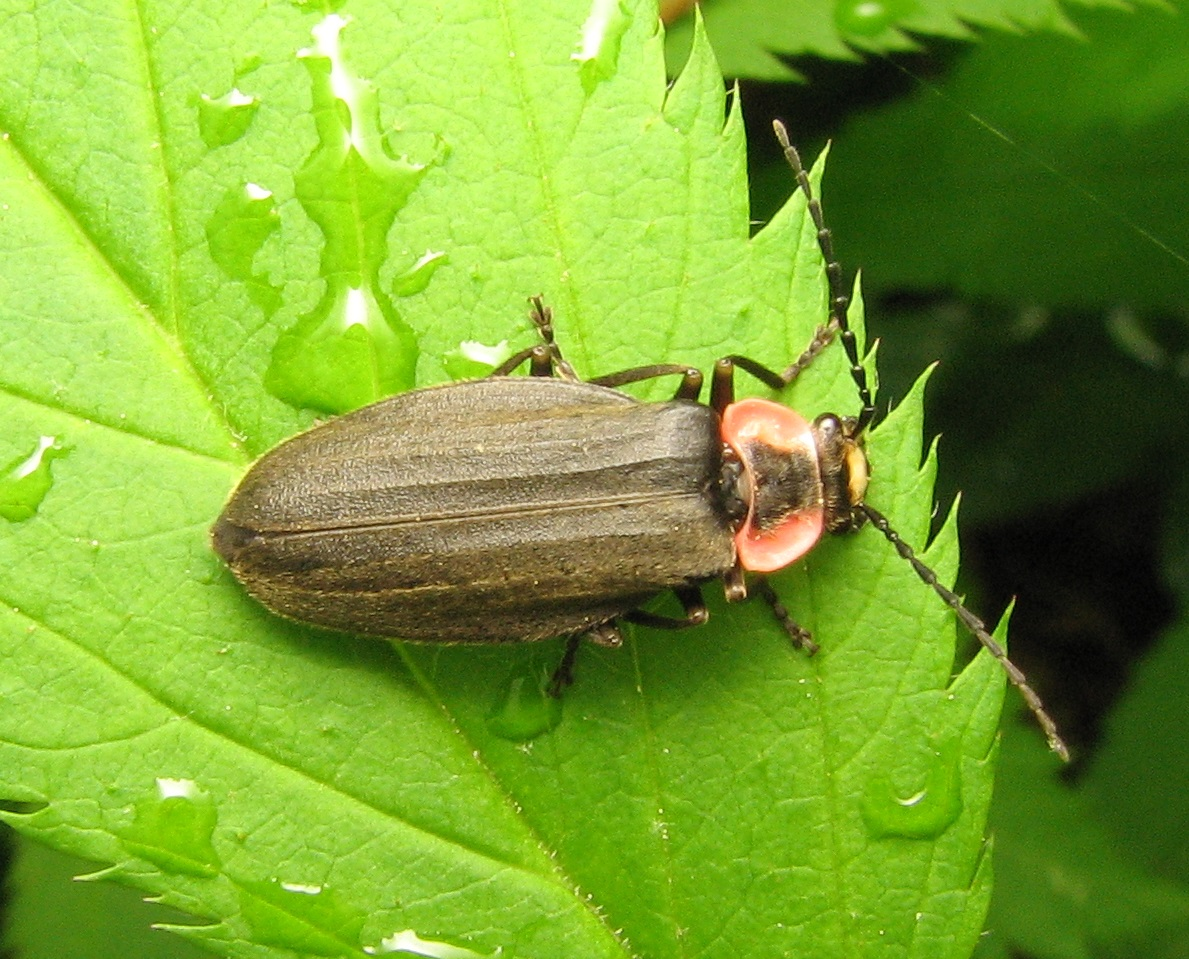
Podabrus tricostatus

## Géneros
- Tribus: Cantharini
  - Géneros: Ancistronycha - Armidia - Atalantycha - Athemus - Boveycantharis - Cantharis - Cantharomorphus - Cordicantharis - Cratosilis - Cultellunguis - Cyrtomoptera - Metacantharis - Occathemus - Pakabsidia - Podistra - Rhagonycha - Rhaxonycha - Sinometa - Themus
- Tribus: Podabrini
  - Géneros: Asiopodabrus - Dichelotarsus - Hatchiana - Micropodabrus - Podabrus

- - Géneros: incertae sedis: †Hoffeinsensia - †Sucinocantharis